# Anna van der Vegt
Anna Maria van der Vegt, detta Annie (4 dicembre 1903 – 13 aprile 1983), è stata una ginnasta olandese.

## Palmarès

### Olimpiadi
- 1 medaglia:
  - 1 oro (Amsterdam 1928 nel concorso a squadre)